# Asao

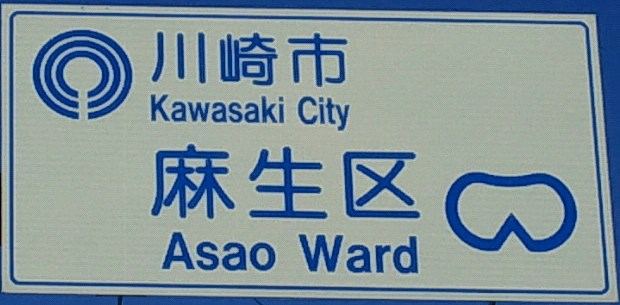
Senyal fronterer del districte

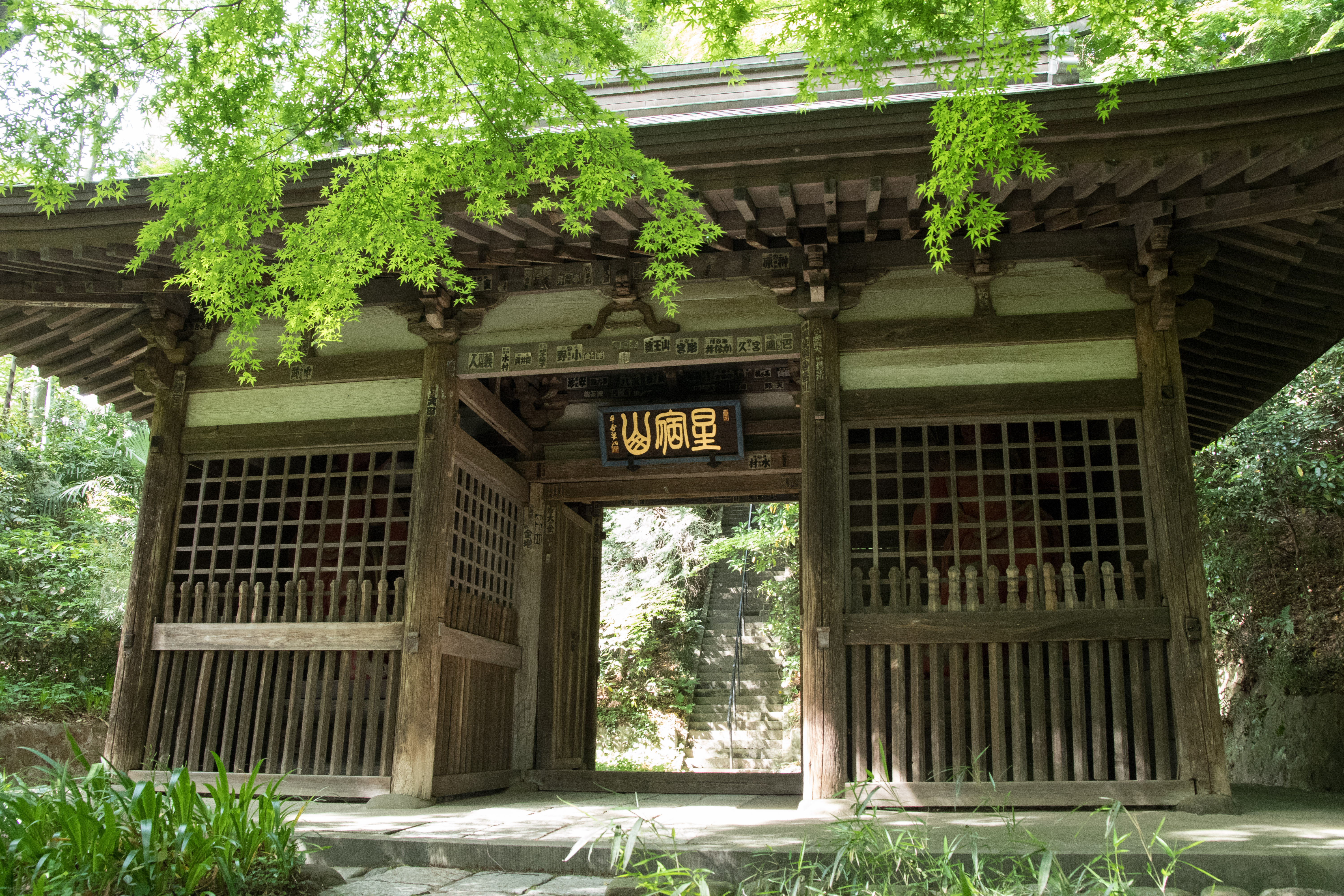
Porta del temple d'Ōzen, a Ōzenji

Asao (麻生区, Asao-ku) és un dels set districtes urbans de la ciutat de Kawasaki, a la prefectura de Kanagawa, Japó. Asao és el districte geogràficament més occidental de tota la ciutat. És un districte eminentment residencial, amb algunes àrees comercials, i fa de ciutat dormitori de Tòquio i Yokohama, amb les quals limita.

## Geografia
El districte d'Asao es troba localitzat a la banda més occidental de la ciutat de Kawasaki, al nord-est de la prefectura de Kanagawa. Asao fa frontera al nord amb Tòquio, de la qual els separa el riu Tama i al sud amb Yokohama, capital prefectural. Segons estudis arqueològics, la ciutat de Kawasaki va romandre durant el Pliocè, sota l'aigua. El terme d'Asao limita amb els d'Inagi (a Tòquio) al nord; amb Tama i Miyamae (a Kawasaki) a l'est; amb Aoba (a Yokohama) al sud i amb Tama i Machida (a Tòquio) a l'oest.

### Barris
Els barris d'Asao són els següents:
- Ōzenji (王禅寺)
- Ōzenji-nishi (王禅寺西)
- Ōzenji-higashi (王禅寺東)
- Okagami (岡上)
- Katahira (片平)
- Kanahodo (金程)
- Kami-Asao (上麻生)
- Kurigi (栗木)
- Kurigi-dai (栗木台)
- Kurihira (栗平)
- Kurokawa (黒川)
- Gorikida (五力田)
- Shimo-Asao (下麻生)
- Shiratori (白鳥)
- Takaishi (高石)
- Tamami (多摩美)
- Chiyogaoka (千代ケ丘)
- Nijigaoka (虹ケ丘)
- Hakusan (白山)
- Hayano (早野)
- Haruhino (はるひ野)
- Higashi-Yurigaoka (東百合丘)
- Furusawa (古沢)
- Hosoyama (細山)
- Manpukuji (万福寺)
- Minami-Kurokawa (南黒川)
- Mukaibara (向原)
- Yurigaoka (百合丘)

## Història
Es té constància del cultiu de l'arròs a la zona des d'al menys el període Yayoi. El nom d'"Asao" apareix ja a escrits del període Heian i, com el nom descriu, era una zona coneguda pel seu cànem (麻, Asa vol dir "cànem" i 生, o, vida). Sota el Ritsuryō, la zona va formar part de l'antiga província de Musashi. Durant el període Edo, la zona era un tenryō o zona propietat del bakufu Tokugawa, tot i que administrada per diversos Hatamoto i era coneguda per la seua producció de carbó vegetal i els kakis. Després de la restauració Meiji, es crearen els pobles de Kakio i Okagami, al districte de Tsuzuki i els pobles d'Ikuta i Inada, pertanyents al districte de Tachibana i aquests dos districtes part de la recentment creada prefectura de Kanagawa.
La ciutat de Kawasaki es creà oficialment l'any 1924, però no seria fins a l'any 1939 que la zona de l'actual districte d'Asao s'integrà a la ciutat. L'any 1938 tot el districte de Tachibana fou absorbit per Kawasaki i només un any més tard passà el mateix amb els pobles de Kakio i Okagami, al districte de Tsuzuki, que es dissolgué integrant la resta dels seus municipis a la ciutat de Yokohama. Quan l'any 1972 Kawasaki fou declarada ciutat designada mitjançant un decret del govern central, es creà (com permet la llei a este tipus de ciutats) el districte urbà de Tama en el qual estava integrat l'àrea de l'actual Asao. Finalment, el juliol de 1982 es constituí l'actual districte urbà d'Asao fruit d'una escissió del de Tama.

## Transport

L'entorn de l'estació de Shin-Yurigaoka

### Ferrocarril
- Companyia de Ferrocarrils del Japó Oriental (JR East)
  - Nomes circul·len convoys de càrrega.
- Ferrocarril Elèctric Exprés d'Odawara (Odakyū)
  - Yurigaoka - Shin-Yurigaoka - Kakio - Satsukidai - Kurihira - Kurokawa - Haruhino
- Ferrocarril Elèctric de Tòquio-Hachiōji (Keiō)
  - Wakabadai

### Carretera
- TK/KN-3 - KN-12 - TK/KN-19 - TK/KN-124 - KN/TK-137